# Euphrasia collina
Euphrasia collina är en snyltrotsväxtart. Euphrasia collina ingår i släktet ögontröster, och familjen snyltrotsväxter.

## Underarter
Arten delas in i följande underarter:
- E. c. collina
- E. c. deflexifolia
- E. c. diemenica
- E. c. diversicolor
- E. c. glacialis
- E. c. gunnii
- E. c. lapidosa
- E. c. muelleri
- E. c. nandewarensis
- E. c. osbornii
- E. c. paludosa
- E. c. speciosa
- E. c. tasmanica
- E. c. tetragona
- E. c. trichocalycina

## Bildgalleri

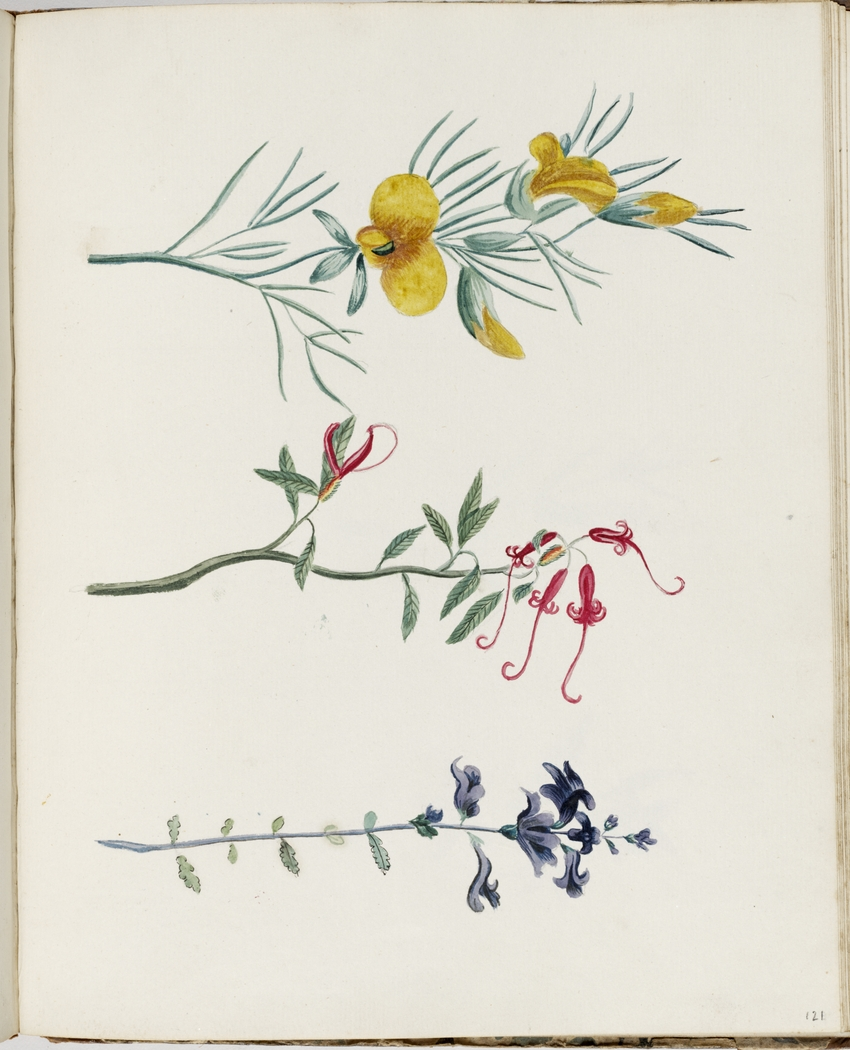